# Margarita Kenéfic
Margarita Kenéfic es una actriz de cine y teatro guatemalteca conocida por su papel en la película La Llorona en 2019, trabajo que le valió el reconocimiento de la crítica. Por dicho rol recibió una nominación en la 17° edición de los premios de la Sociedad Internacional de Cinéfilos a mejor actriz de reparto.

## Biografía
Margarita Kenéfic es una actriz guatemalteca de ascendencia irlandesa y mestiza por lo que fue favorecida con educación bilingüe y bicultural, que le dio apertura a identificar las causas y temas humanos como propios. Se inclinó al teatro como elección de vida y ha trabajado junto a grandes dramaturgos como Hugo Carrillo. Más tarde se dedicaría al cine donde trabajó en la película La Llorona de Jayro Bustamante.

## Proyectos

### La Llorona
Es una película guatemalteca de 2019 dirigida por Jayro Bustamante. Su guion fue escrito por Bustamante y Lisandro Sánchez, quienes se inspiraron en la leyenda de la Llorona y en la historia de Guatemala, específicamente del genocidio qué ocurrió en ese país entre 1981 y 1983. Está protagonizada por María Mercedes Coroy, Sabrina De La Hoz, Margarita Kenéfic y Julio Díaz.
Dicha película fue seleccionada por Guatemala como candidata a los premios Óscar en la categoría de mejor película internacional. Aunque estuvo entre las 15 obras preseleccionadas para esa categoría, no formó parte de las 5 nominadas finales. Sin embargo, fue nominada a otros premios, incluidas las categorías de mejor película en lengua no inglesa de los Globo de Oro, mejor película iberoamericana de los Goya y mejor película iberoamericana de los Ariel.

## Filmografía
- Aro Tolbukhin - En la mente del asesino (2002)
- La Llorona (2019)
- Rita (2024)

## Premios y nominaciones
| Premio/Festival de Cine                           | Fecha del evento      | Categoría               | Nominado          | Resultado | Ref.  |
| ------------------------------------------------- | --------------------- | ----------------------- | ----------------- | --------- | ----- |
| Premios de la Sociedad Internacional de Cinéfilos | 4 de febrero de 2020  | Mejor actriz de reparto | Margarita Kenéfic | Nominada  | [ 5 ] |
| Imagen Foundation Awards                          | 10 de octubre de 2021 | Mejor actriz            | Margarita Kenéfic | Nominada  | [ 6 ] |